# 블루밍데일스

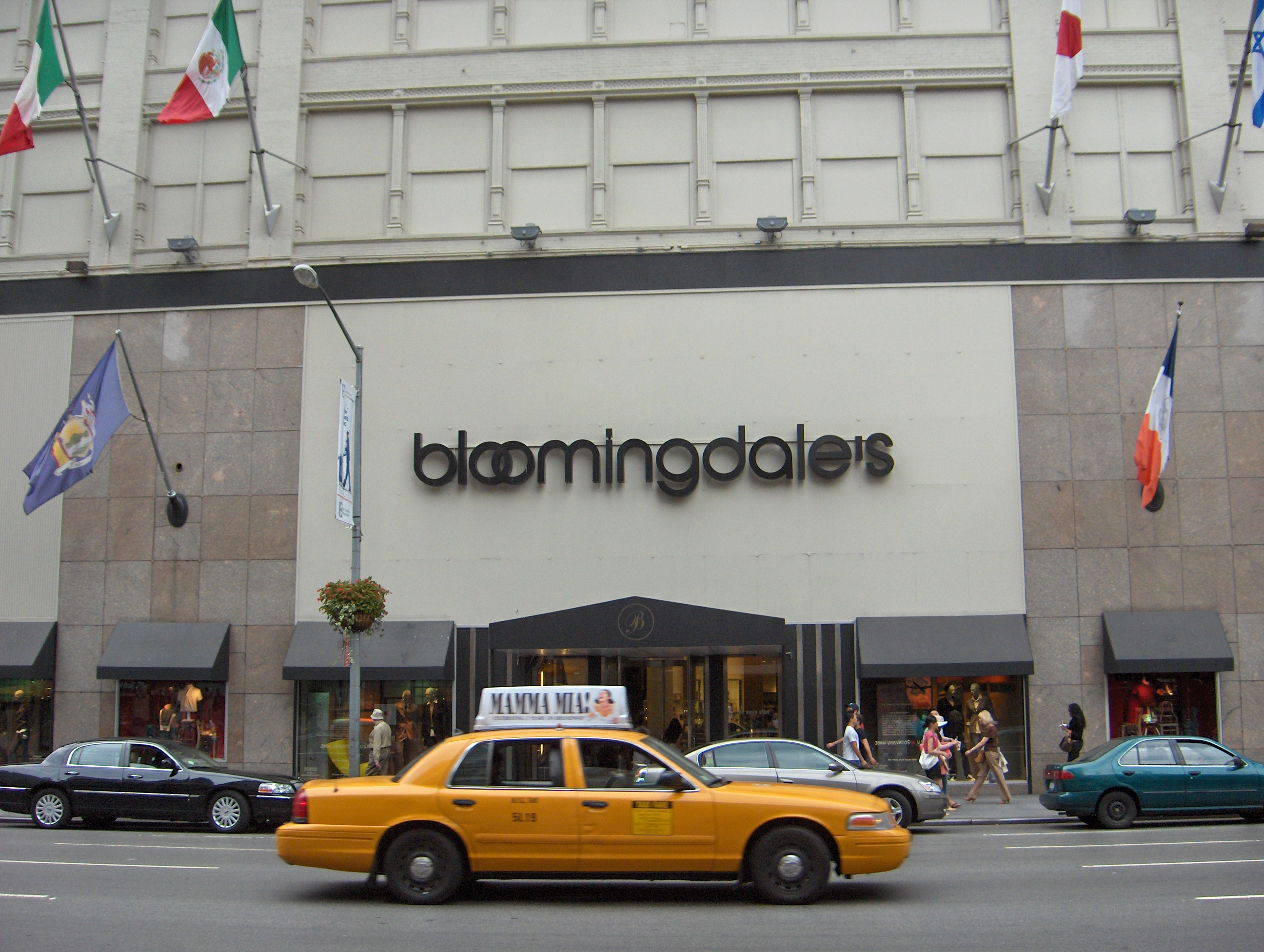
뉴욕에 있는 블루밍데일스

블루밍데일스(Bloomingdale's)는 미국의 백화점이다. 블루밍데일스는 1861년 Joseph, Lyman G. Bloomingdale 형제가 맨해튼 동쪽에 후프 스커트를 판매하는 Ladies Notions' Shop을 오픈하면서 시작되었다. 두 형제는 노스캐롤라이나주와 캔자스주에서 판매원으로 활동하다가, 뉴욕에 정착한 바이에른주 출신 Benjamin Bloomingdale의 아들이었다.
1872년, 블루밍데일스 형제는 뉴욕 시 938번가에 그 들의 첫 번째 점포를 개점했다.

## 역사

### 1872년 이웃을 변화시키다
후프 스커트의 인기가 줄어들면서 블루밍데일스 형제는 서드 애비뉴(3번가, Third Avenue)와 56번가의 작고 평범한 연립주택에 위치해 숙녀용 치마, 코르셋, 겐츠 가구(gent's furnishings), 유럽 패션 제품과 같은 다양한 의류를 팔던 이스트 사이드 바자(East Side Bazaar)의 문을 닫았다. 당시 맨하튼 동쪽 지방은 빈민가와 쓰레기 더미, 가축 수용소가 있던 노동자 계급의 주거지였다. 대부분의 고객들과 경쟁자들은 서쪽 지방에 있었고 당시 대부분의 좋은 점포들은 한가지 상품에 특화 시켜 운영하였다.
점포 문을 연지 몇 년 만에 메트로폴리탄 미술관이 개관하였고, 다운타운지역에서 이동하여 점포 근처에 새로 지어진 세인트 패트릭 성당이 봉헌되었으며, 뉴욕 센트럴 파크가 완공되었고, 뉴욕 지하철이 착공되었다. 이것들이 부유한 고객들을 동쪽 지방으로 불러들였고, 갈색 벽돌 건물을 새로운 공원에 둘러싸이도록 만들어 주었다.

### 1886년 트레이드 마크가 된 쇼윈도 상품진열
1886년 블루밍데일스는 59번가와 렉싱턴 에비뉴(Lexington Avenue)의 현재 위치로 이동하였다. 점포는 커다란 평판 유리 쇼윈도와 널찍한 진열공간을 갖추도록 설계되었다. 이 둘이 블루밍데일스의 트레이드마크가 된 상품진열의 혁신을 가져왔다. 일반적인 어수선하게 채워진 쇼윈도 진열대신 각 윈도에는 몇 가지의 상품이 연극의 한 장면을 연출하는 소품처럼 진열되었다. 대부분이 유럽으로부터 수입된 상품들이었기 때문에 우아함이 배가되었다.
20세기로 접어들며 블루밍데일스는 뉴욕시에서 말이 끄는 트롤리 시스템의 허브역할을 했던 지리상 편의성을 이용하며 급 성장을 이루게 되었다. 당시 한 켤레에 10센트였던 여성용 스타킹에서부터 10달러짜리 울 수트 그리고 149 달러짜리 업라이트 피아노까지 취급했다. 1902년 “모든 자동차는 블루밍데일스로 통한다.”라는 슬로건의 광고는 블루밍데일스 점포 위치를 수도처럼 만들었다. 또한, 미술가 리처드 에프 아웃콜트(Richard F. Outcault)에게 주변을 테마(라틴어로 주제를 뜻하는 테마(Thema)에서 유래한 영어단어)로 한 작품을 그려달라고 의뢰하기도 하였다. 이 슬로건은 옥외 광고판에 내걸렸고, 길거리 상인들과 배달 트럭 운전기사에게 무료 제공된 5000개의 비치솔에도 슬로건이 부착되었다.

### 1905년 모든 자동차는 블루밍데일스로 통한다
1905년 Sixth Avenue와 14번에서 23번가까지의 다운타운으로 상류층의 쇼핑지역이 옮겨가면서 블루밍데일스는 힘든 시기를 겪었다. 하지만 1913년 Lexington Avenue의 59번가 지하철 역이 블루밍데일스의 지하에 건설되면서 “모든 차는 블루밍데일스로 통한다.”라는 슬로건은 다시 한번 탄력을 받게 되었고, 사업이 회복되었다. 1920년까지 블루밍데일스는 시 전체의 블록을 커버하였다.

### 1930년대 플래그십 점포의 탄생
1930년 블루밍데일스는 Lexington을 떠나 다른 지역에서 새로운 고객을 창출하기로 한다. 급속히 성장한 점포는 블록 전체로 확장하게 되었고 11층까지 증축되었으며, 건축가 Starrett & van Vleck에 의하여 아르데코 스타일의 건물로 리모델링되었다.
1949년 블루밍데일스는 퀸스의 Fresh Meadows에 첫 번째 지점의 개점을 선언했다. 블루밍데일스는 또한 뉴욕주의 New Rochelle에 전 상품을 취급하는 지점을 냈고, 처음 확장하기 원했던 지역에서 11마일 떨어진 Eastchester의 Vernon hills 쇼핑센터에 가구 취급점을 냈다. 하지만 New Rochelle시와 주변 지역 주민들은 블루밍데일스가 교통체증을 증가시키고 New Rochelle의 주 도로를 따라 있었던 오래된 지역 사업체들을 사라지게 만들 것이라며 블루밍데일ㅈ의 진출에 반대했다. 그 후에 블루밍데일스는 Eastchester와 New Rochelle의 점포를 합쳐 전 상품을 취급하는 점포를 White Plains에 세우기로 결정했다. White Plains 점포는 몰의 일부분을 쓰는 형태가 아니라 독립점포를 가지고 있는 몇 안 되는 점포 중 하나이고 White Plains는 블루밍데일스 체인 중 가장 바쁘고 가장 많은 방문객을 가진 외곽지역 점포 중 하나이다.
같은 해 블루밍데일스는 거대 유통그룹 Federated Department Stores(현 메이시스)에 합병되었다.

### 1961년 갈색 가방
1961년 블루밍데일스는 "Esprit de France" 전시를 홍보하기 위해 디자이너 쇼핑 백을 광고하기 시작했다. 미술가 Jonah Kinigstein의 디자인은 프랑스 타로 카드의 빨강, 검정, 흰색의 드라마틱한 그림자를 기초로 하고 있었다. 대표적인 “갈색가방(Brown Bag)”는 약 10년이 지만 1973년 출시되었다. 갈색 가방은 현재 점포의 활자체를 디자인한 Massimo Vignelli에 의해 디자인 되었으며 소형, 중형, 대형의 세 가지 사이즈가 두드러지게 적혀있었다. 패션 디자이너 Michaele Vollbracht는 전통적인 쇼핑 백 중 하나를 디자인하였다. 한 쪽에는 빨간색, 검은색, 희색의 격식을 차린 옷을 입은 남자가 그려져 있었고 다른 면에는 여자가 그려져 있었다. 그 외 Antonio Lopez와 Mark Kostabi같은 미술가도 쇼핑백 디자인에 참여하였다.
1969년 블루밍데일스는 플래그십 점포를 넘어 더욱 성장하였고 경영진은 플래그십의 공간을 관리하고 교외지역의 지점으로 확장하는데 관심을 기울였다. 두 개의 지점이 롱 아일랜드 Garden City와 펜실베이니아 Jenkintown 에 개점되었으며, 가정용 가구점을 동쪽 해안지역에 개점하여 블루밍데일스 플래그십 점포의 가정용 가구부문에서 판매하는 상품들을 판매했다.

### 1972년 블루밍데일스 100세가 되다
1972년 설문조사에 따르면 60퍼센트 이상의 블루밍데일스 고객들은 근처의 호화스러운 고층 아파트에 사무용 건물 가까이에서 근무하고 거주했다. 블루밍데일스는 돌멩이에 그린 그림(pet rocks)이나 사각 얼음(glacial ice cubes) 같은 당시의 인기 있던 유행을 활용하여 이웃의 젊고 부유한 전문직 계층의 구미에 맞추려고 노력했다. 또한 당시에 랠프 로런, 페리 엘리스, 노마 카말리와 같은 패션 디자이너를 등장시켰다.
1973년 블루밍데일스는 젊고 최신 유행을 쫓는 사람들과의 관계를 활용하였는데, 친숙한 의류 브랜드 “Bloomie's”를 론칭하면서 그 이름을 여성용 팬티에 인쇄하여 판매하였다. 블루밍데일스가 인기 있는 관광지가 되면서 Bloomie's가 인쇄된 제품은 관광객들 사이에서 인기 있는 기념품이 되었다.

### 1976년 엘리자베스 2세 여왕 블루밍데일스를 방문하다
1976년 엘리자베스 2세 여왕의 뉴욕 방문 동안 Lexington Avenue의 차선 방향은 반대가 되었다, 바로 여왕이 운전석이 오른쪽인 한국과 달리 운전석이 왼쪽인 영국 차량의 오른쪽으로 하차하여, 유명했던 맨해튼 플래그십 점포의 정문으로 들어갈 수 있게 하기 위해서였다.

### 확장
블루밍데일스의 우편 카탈로그는 1978년 등장하여 미 전역에서 블루밍데일스 점포가 존재하지 않는 지역의 고소득 가정에까지 그 영향력을 넓혔다. 블루밍데일스의 초기 확장 노력을 대표할만한 사례는 보스턴 외곽의 매사추세츠주 Newton이라는 부유한 도시의 경우에서 찾을 수 있다. 이 지역에는 1974년 블루밍데일스가 오픈했으며 오늘날까지 Chestnut Hill 몰에 남아있다.
유통시장은 1980년대 붐을 이루게 되었다. 새로운 점포들이 동쪽 해안지역, 플로리다주, 캘리포니아주, 텍사스주의 댈러스에 생겨났다.
1990년대의 확장은 1992년 미네소타주 미니애폴리스 근처의 Mall of America에 15번째 점포를 개점한 것과 1996년 캘리포니아에 4개의 점포를 개점하며 진출한 것을 포함한다.
블루밍데일스 체인은 2003년 애틀랜타에 오랫동안 Davison's/R.H. Macy & Co.소속이었던 Lenox Square와 Perimeter Mall의 점포 두 개를 블루밍데일스 점포로 전환하여 개점하며 미국 남동부에서의 세력을 강화하였다. 몇 년간 캘리포니아 지역의 제품 수요 파악을 위해 고심한 끝에 2006년과 2007년 샌프란시스코와 샌디에이고, 코스타 메사에 점포를 개점, 세간의 이목을 집중시키며 캘리포니아 시장에 다시 눈독을 들여왔다.
2008년 2월 14일 모 회사 메이시스는 피닉스 시장에 2009년까지 진출하겠다는 계획을 발표하였다. 애리조나주는 블루밍데일스가 입점한 13번째 주가 될 것이며, 이 점포는 미국 서부의 10번째, 전국적으로는 41번째 블루밍데일스 점포가 될 것이다.
2008년 9월 10일 블루밍데일스는 세 개의 점포를 오픈 하겠다는 계획을 발표했다. 세 개중 두 개의 점포는 소호의 점포를 따라 만들어질 것이다. 3개층, 82000스퀘어핏(7600m²) 규모의 핵심 점포는 워싱턴D.C.의 The Shops at Georgetown Park에 2011년 8월까지 지어질 것이고 3개층, 150000스퀘어핏((14000 m²) 규모의 점포는 캘리포니아 산호세의 Westfield Valley Fair에 2011년 8월까지 지어질 것이며, 105000스퀘어핏 규모의 점포는 캘리포니아 샌타모니카의 Santa Monica Place에 2010년 8월 6일 지어졌다. 이 점포는 뉴욕 소호 근처에 있는 블루밍데일스 체인의 컨셉 점포를 따라 만들어졌으며 컨템포러리 남, 여 의류를 취급한다. 이 발표를 통해 부동산 소유주인 Western Development Corp.는 Georgetown Park이 전체 워싱턴 지역 최고의 패션과 트렌드 센터가 될 것이라고 믿게 되었다. 비록 피닉스 계획은 실현 되지 못했지만 Georgetown과 Westfield Valley Fair에서의 계획은 정상 궤도에 올라있다.
12일 후 블루밍데일스 체인의 첫 번째 해외지점 제안이 발표되었다. 2008년 9월 22일 메이시스가 배포한 보도자료에는 2010년 2월 아랍에미리트 두바이에 3층, 146,000 sq ft (13,600 m²)규모의 의류 및 액세서리 점포와 1층, 54,000 sq ft (5,000 m²)규모의 가정용품 점포의 두 개 점포를 오픈하겠다는 계획이 담겨 있었다. 라이벌 색스 피프스 애비뉴의 경우처럼 블루밍데일스의 해외 진출은 현지 소유주가 라이선스 하에서 운영할 것이다. 아랍에미리트의 경우는 현지의 거대 재벌 그룹인 Al Tayer Group LLC가 운영하게 된다. 블루밍데일스의 CEO는 더 이상 다른 나라로의 진출은 계획하고 있지 않으며, 두바이 점포가 블루밍데일스의 유일한 해외 점포가 될 것이라고 발표했다.
2010년 8월 메이시스는 버지니아주 Woodbridge의 Potomac Mills 몰 이전 Sports Authority 자리에 첫 번째 블루밍데일스 아울렛을 개점했다. 이 점포는 블루밍데일스의 첫 번째 아울렛 매장이며 블루밍데일스는 가까운 시일 내에 두 개 정도의 아울렛 점포를 더 개점할 것이라는 계획을 가지고 있다.
2010년 8월 18일 블루밍데일스는 로스앤젤레스지역에 두 개의 새 점포를 오픈한다는 계획을 세웠다. Westfield Topanga의 현 메이시스 점포와 산타 바바라의 Paseo Nuevo가 바로 그 곳이다. 또한 Westfield Topanga의 Sears 점포를 블루밍데일스가 인수한다는 이야기가 있다. 모두 2012년 초 개점을 예정에 두고 있다.

## 고객관리
블루밍데일스의 마케팅은 다른 소매업체들과 다르다. TV나 인쇄광고에 비용을 들이지 않는 대신 블루밍데일스는 모든 판매 사원들이 고객들을 담당하도록 하였다. 판매 사원들은 이전에 방문했거나 물건을 구입했던 고객들에게 전화를 걸어 다가오는 세일에 대한 정보를 제공했다. 이러한 개념은 고객 스스로 블루밍데일스의 내부자라는 느낌을 갖게 하였고(이것은 블루밍데일스 종업원 임무 슬로건의 일부이다.) 고객들은 일반 대중보다 먼저 제품을 구입할 수 있는 기회를 갖거나 내부자에게만 제공되는 가격으로 물건을 구입할 수 있는 기회를 갖게 된다.
블루밍데일스는 판매 사원이 일정 퍼센트의 매출을 그들의 수첩(Book)에 올라있는 고객(전부터 관계를 가지고 있고 다가오는 세일에 대해 연락해주는 고객)으로부터 창출하는 것을 요구하는 고객 모델링을 시행하고 있다. 이 요구사항은 각 점포에 따라 다르며 점원이 블루밍데일스의 판매직으로 더 오랫동안 근무할수록 이전 고객으로부터 창출해야 하는 매출의 비율이 상승하게 된다. 또한, 블루밍데일스는 판매직원의 고객관리를 돕기 위한 기술에 많은 투자를 해왔다.